# غزال (السياني)

تعديل مصدري - تعديل

غزال محلة تابعة لقرية الدخلة، التابعة لعزلة الهادس بمديرية السياني إحدى مديريات محافظة إب في الجمهورية اليمنية.، بلغ تعداد سكانها 136 حسب تعداد اليمن لعام 2004.